# The Heritage Foundation
The Heritage Foundation (Фонд «Спадщина») — стратегічний дослідницький інститут США, що займається широким спектром питань громадської політики. Зокрема Heritage Foundation розробив моделі пенсійної системи, модель американської економіки, модель родини.
Ідея інституту — побудувати статистичну модель суспільства і забезпечити доступ до неї широкої громадськості. Фундація видає ряд аналітичних досліджень, з найвідоміших — щорічний «Індекс економічної свободи», «Політичні експерти 2000», «Мандат на лідерство» (рекомендаційні матеріали для кандидатів у президенти США).
Крім того, видаються журнал Insider, різноманітні буклети на 12—30 сторінок («Backgrounder», «Executive Memorandum», «Executive Summary» та ін.), для газет — фейлетони (2—3 рази на тиждень), організуються проблемні конференції.
Фундація має близько 200 працівників, 35—40 дослідників, з яких 15—20 PhD. Бюджет організації — близько 30 млн дол. річно.
Організація має унікальну систему фінансування, яка включає до 200 тис. спонсорів, гроші від яких (суми 20—40 дол.) залучаються шляхом прямого листування. Близько 3000 жертводавців офірують на потреби фундації по 1000 дол., а члени «Президентського клубу» — понад 1000 дол. Донорам надається пріоритет у висвітленні питань, які їх цікавлять. Організація має 5 серверів у мережі Інтернет.
Фонд «Спадщина» (скорочено «Спадщина»), (англ. The Heritage Foundation, Heritage) є американським консервативним аналітичним центром державної політики, що базується у Вашингтоні, округ Колумбія. За часів президентства Рональда Рейгана, фонд займав провідне місце в консервативному русі, основоположні політичні принципи якого були взяті з вчення «Мандат на лідерство», який, в свою чергу, було розроблено в результаті політичних досліджень фонду «Спадщина». З тих пір «Спадщина» є вагомим засобом впливу на державну політику США і вважається однією з найвпливовіших консервативних дослідних організацій в Сполучених Штатах. Після виборів Дональда Трампа в якості президента США в 2016 році, лідер «Спадщини» Ребекка Мерсер зіграла чималу роль у формуванні перехідної команди президента.

## Історія та основні ініціативи

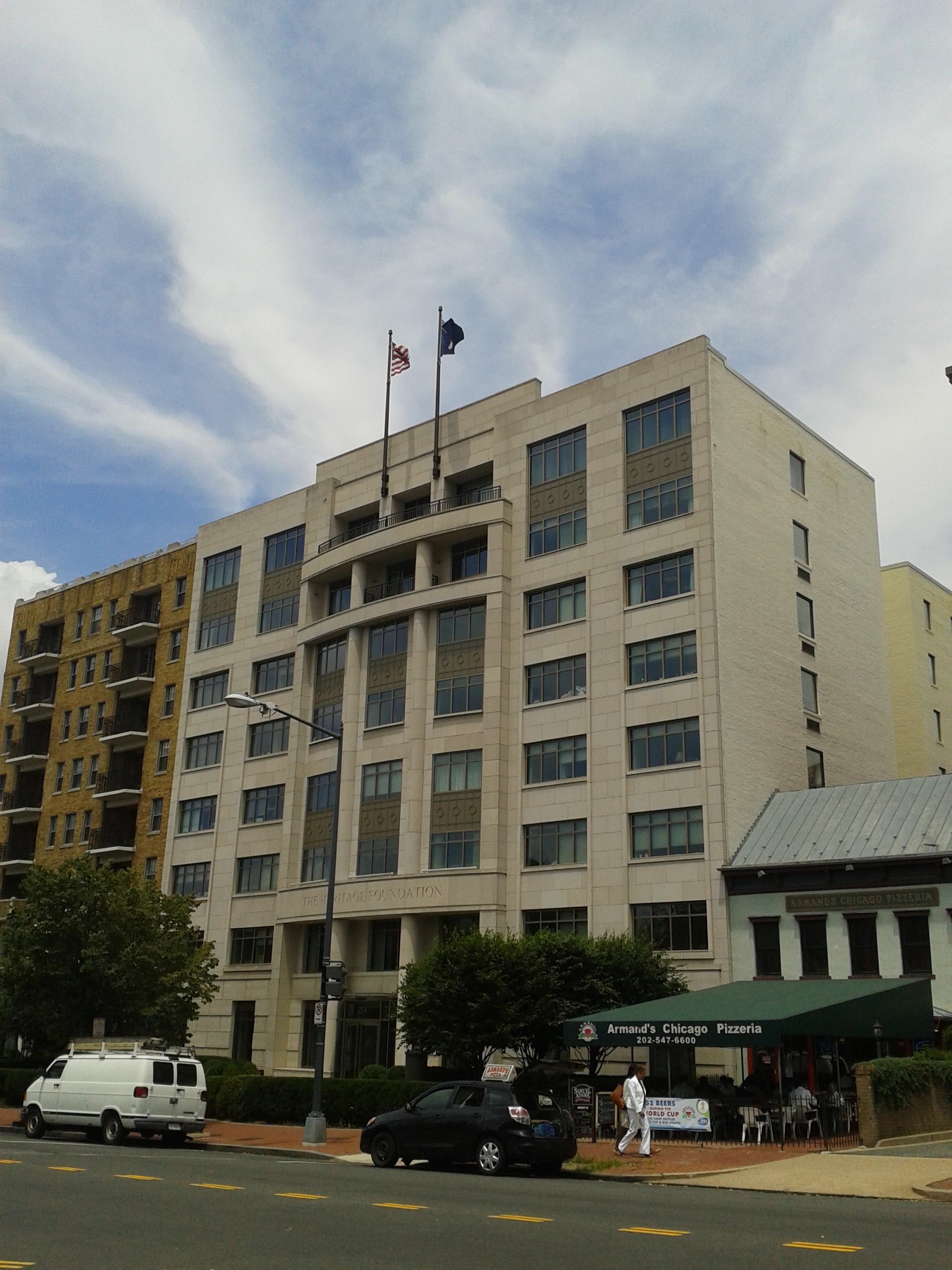
Будівля штаб-квартири Heritage Foundation, на Массачусетс-авеню, Капітолійський пагорб.

### Ранні роки
Фонд «Спадщина» був заснований в 1973 році Полом Вейріхом, Едвіном Фейлнером і Джозефом Курсом. Ідея створення нового руху бізнес-активістів була підживлена меморандумом Пауелла, невдоволенням «ліберальним консенсусом» Річарда Ніксона, а також неполітичним і вкрай завбачливим підходом існуючих мозкових центрів. Вейріх і Фейлнер прагнули створити організацію, яка б надавала директивним органам короткі, актуальні документи про стан справ. Завдяки фінансуванню компанії Coors, з початковим внеском у розмірі 200 тисяч доларів, в 1970 році була створена Асоціація аналітиків і досліджень. У неї входили також нові прихильники і члени правління, в тому числі нафтовий магнат Едвард Джон Нобл і Річард Меллон Скефе. Зрештою, організація розділилася на центр громадських інтересів і аналітичний центр, останній з яких 16 лютого 1973 року був зареєстрований як Фонд «Спадщина». Його першим президентом став Вейріх. Пізніше, під час правління президента Френка Дж. Волтона, до 1976 року, Фонд «Спадщина», шляхом прямих поштових відправлень та адресного збору коштів, збільшив річний дохід до 1 мільйона доларів. Метою «Спадщини» є «розробляти та сприяти консервативній державній політиці заснованій на принципах вільного підприємництва, обмеженого управління, особистої свободи, традиційних американських цінностях та сильної національної оборони».

### Роки правління Рейгана
У січні 1981 року фонд «Спадщина» опублікував «Мандат на лідерство» — всеосяжна доповідь, спрямована на скорочення розміру федерального уряду; в документі міститься понад 2000 конкретних пропозицій про зміну політики федерального уряду в консервативному напрямку. Доповідь була добре прийнята Білим домом, і кілька його авторів зайняли посади в адміністрації Рейгана. Рейгану так сподобалися ідеї, що він роздав копії доповіді кожному члену свого кабінету. До кінця першого року правління Рейгана, приблизно 60 % з 2000 пропозицій були реалізовані або розпочаті. Пізніше Рональд Рейган скаже, що Фонд «Спадщина» став невіддільною складовою всіх досягнень під час його президентства.
Фонд «Спадщина» також виступав за розробку нових систем протиракетної оборони Сполучених Штатів. Рейган позначив дані розробки як пріоритет у сфері захисту на 1983 рік, назвавши їх Стратегічною оборонною ініціативою (СОІ, англ. Strategic Defense Initiative (SDI)). Опублікувавши ряд важливих доповідей з питань внутрішньої політики та оборонної діяльності, а також доповіді відомих консервативних діячів, таких як Боб Доул і Пет Робертсон, до середини десятиліття Фонд «Спадщина» став ключовою організацією в національному консервативному русі. У 1986 році журнал Time назвала фонд «Спадщина» «головним представником нового покоління пропагандистських центрів». Фонд «Спадщина» служив мозковим трестом глави держави з питань зовнішньої політики за часів правління Рейгана і Буша.

### Роки правління Джорджа Г.В.Буша
Під час правління президента Джорджа Г. В. Буша, Фонд «Спадщина» як і раніше мав великий вплив в питаннях внутрішньої і зовнішньої політики. Фонд виявився головним прихильником операції «Буря в пустелі», спрямованої проти Іраку, і, за словами Френка Старра, керівника вашингтонського бюро газети Baltimore Sun, дослідження фонду «заклали основу для мислення адміністрації Буша» щодо пострадянської зовнішньої політики. У сфері внутрішньої політики, адміністрація Буша схвалила лише шість бюджетних реформ з десяти, що містяться в «Мандаті на лідерство III», і включила їх у пропозицію по бюджету 1990 року. Після публікації Вільяма Беннетта «Індекс випереджальних культурних індикаторів», фонд «Спадщина» був втягнутий в серію культурних воєн 1990-х років. В Індексі було зафіксовано, що починаючи з 1960-х років значно виріс рівень злочинності, панувало беззаконня, збільшилася кількість розлучень і випадків самогубств серед підлітків, підвищився рівень вживання наркотиків, і погіршення 14 інших соціальних показників.

### Роки правління Клінтона
Протягом 1990-х років, фонд «Спадщина» продовжував процвітати, а журнал Policy Review, що ним публікувався, досяг рекордного тиражу в 23 000 примірників. Фонд «Спадщина» не підтримав План Клінтона з розвитку охорони здоров'я на 1993 рік. Однак, запропоновані президентом Клінтоном реформи системи соціального забезпечення були аналогічні рекомендаціям фонду «Спадщина» і були затверджені в законі «Про погодження особистої відповідальності та вакансій» (The Personal Responsibility and Work Opportunity Act of 1996). У 1995 році, спільно з політичним аналітиком Брайаном Т. Джонсоном і Томасом П. Шихі, фонд «Спадщина» опублікував перший «Індекс економічної свободи». У 1997 році Індекс став спільним проєктом фонду «Спадщина» і газети Wall Street Journal.
У 1994 році фонд «Спадщина» посприяв Ньюту Гінгрічу та іншим представникам консервативного напрямку в розробці документа «Контракт з Америкою», якій сприяв створенню республіканської більшості в Конгресі. Принципи, що містяться в «Контракті», безпосередньо оскаржували як політичний статус-кво у Вашингтоні, так і багато ідей, що лежать в основі адміністрації Клінтона.

### Роки правління Джорджа В. Буша
2005 року Фонд «Спадщина» розкритикувала газета The Washington Post у зв'язку зі згладжуванням кутів щодо Малайзії в інтересах збереження ділових відносин між президентом «Спадщини» і тодішнім прем'єр-міністром Малайзії Махатіром Мохаммадом. Однак, фонд «Спадщина» заперечував усілякий конфлікт інтересів, заявляючи, що тільки завдяки співпраці цієї країни з США, після терактів 11 вересня 2001 року, [20] а також прогресуючим змінам в економічному і політичному житті країни, погляди на Малайзію змінилися.

### Роки правління Обами
У грудні 2012 року було оголошено, що сенатор Джим Демінт йде у відставку з Сенату, щоб очолити Фонд «Спадщина». Експерти передбачали, що його перебування на посаді може негативно вплинути на Фонд. 10 травня 2013 року, Джейсон Рівін, співавтор вельми суперечливої доповіді аналітичного центру по витратах на амністію, залишив свою посаду, оскільки напередодні ЗМІ взяли під приціл його Гарвардську дисертацію 2009 року. Не залишилися без уваги ЗМІ і коментарі, які він зробив на форумі Американського Інституту Підприємництва в 2008 році. Тоді Рівін стверджував, що латиноамериканці та чорношкірі інтелектуально поступаються білим і зазнають труднощів з асимілюванням через генетичну схильність до зниженого IQ.
Дослідження, проведене в 2011 році, щодо проблеми бідності в Америці, зазнало критики в редакційних статтях, опублікованих видавництвами The New Republic, The Nation, The Center For American Progress і The Washington Post.
У 2013 році, старшим науковим співробітником «Спадщини» Робертом Ректором було проведено дослідження над законопроєктом Сенату 2013 року про імміграцію («Акт про безпеку кордонів, економічні можливості та модернізацію імміграційної системи»), однак через обрану Ректором методологію, його розкритикували діячі всього політичного спектра. Примітно, що такі видання, як журнал Reason та Інститут Катона, критикували доповідь за те, що в роботі не був використаний динамічний аналіз, незважаючи на те, що фонд «Спадщина» підтримав використання такої методології при аналізі інших пропозицій в області політики. Дослідження також зазнало критики, оскільки його співавтор, Джейсон Рівін, у своїй докторській дисертації 2009 року, стверджував, що при розробці державної політики, слід враховувати IQ іммігрантів.
У липні 2013 року, в результаті численних суперечок щодо законопроєкту про сільське господарство, Республіканський комітет з дослідження, що складається з 172 консервативних членів Палати представників США, заборонив співробітникам фонду «Спадщина» відвідувати його щотижневі зустрічі в Капітолії, повністю змінивши сформовану десятиліттями політику, не припиняючи співробітництво, виражене в «відвідуванні спільних заходів і брифінгів».
У вересні 2015 року Фонд публічно заявив, що їхня база даних зазнала серію хакерських атак і посягання на цінну секретну інформацію. Видання The Hill порівняло витік даних з чимало відомим аналогічним випадком, що стався двома місяцями раніше в Управлінні кадрової служби. Особи та цілі злочинців невідомі.

### Роки правління Трампа
Фонд посприяв підготовці до переходу президентської влади до і після обрання Дональда Трампа. Американська медіа-організація Politico 22 листопада 2016 року повідомила: Джерела трьох різних консервативних груп заявили, що співробітники фонду «Спадщина», протягом декількох місяців розглядали, накопичували та перевіряли резюме консервативних кандидатів на призначені посади, приділяючи увагу особливостям організації адміністрації Трампа, з метою забезпечити урядовий кабінет правильними людьми.

## Вплив на політику

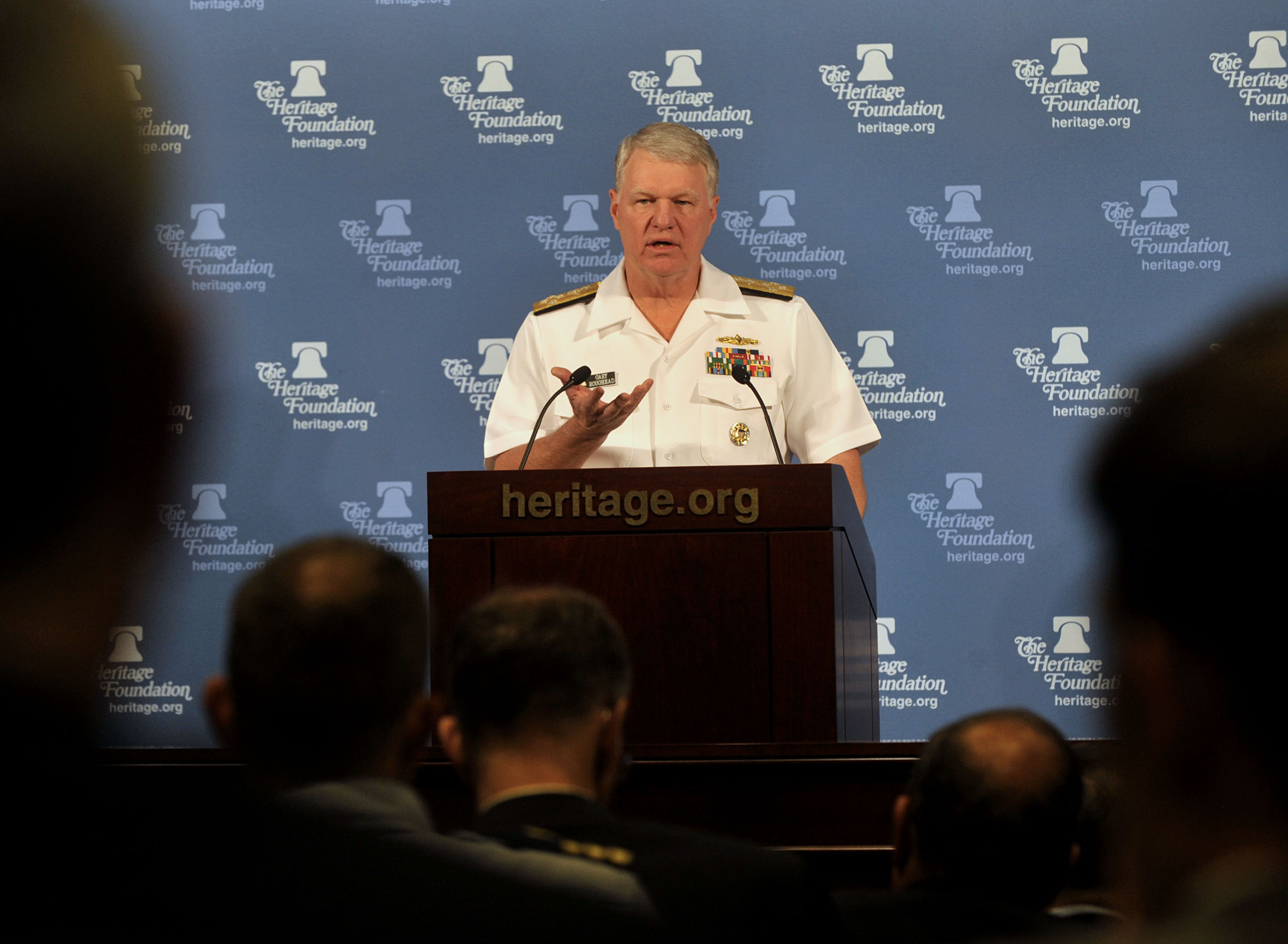
Начальник штабу військово-морських операцій, адмірал Гері Руеад виступає в Фонді «Спадщина»

Фонд «Спадщина» регулярно потрапляє в списки найбільш впливових аналітичних центрів у світі. Згідно з Всесвітнім індекс-рейтингом аналітичних центрів 2016 року (The 2016 Global Go To Think Report Tank Index), опублікованому програмою «Експертно-аналітичні центри та громадянське суспільство» Університету Пенсильванії, фонд «Спадщина» займає 12-е місце в області «Кращі аналітичні центри світу» і 7-е місце в області «Кращі аналітичні центри США». Крім того, фонд «Спадщина» займає 25-е місце в світі в області «Оборона і національна безпека», 6-е місце в світі в області «Внутрішня економічна політика», 14-е місце в світі в області «Освіта», 24-е місце в світі в області «Зовнішня політика і міжнародні відносини»,  10-е місце у світі в області «Охорона здоров'я», 30-е місце в світі в області «Міжнародна економічна політика», 10-е місце в світі в області «Соціальна політика», 12-е місце в світі в області «Прозорість та ефективне управління», 1-е місце в світі в області «Краща пропагандистська кампанія», 13-е місце в світі в області «Краще управління аналітичним центром», 18-е місце світі в області «Краща мережа аналітичних центрів», 5-е місце в світі в області «Краще використання соціальних мереж», 9-е місце в світі в області «Гідні спостереження в 2017 році аналітичні центри», 5-е місце в світі в області «Кращі зовнішні зв'язки / громадська активність», 3-е місце в світі в області «Краще використання Інтернету», 7-е місце в світі в області «Краще використання засобів масової інформації», 10-е місце в світі в області «Найбільш інноваційні політичні ідеї / пропозиції», 8-е місце в світі в області «Найбільш значний вплив на державну політику» і 17-е місце в світі в області «Видатні політично-орієнтовані громадські програми».
З моменту свого заснування з фондом «Спадщина» співпрацювали багато впливових зарубіжних та вітчизняних політичних лідерів, в тому числі члени Конгресу, глави іноземних держав та президенти США. Президент Джордж Буш, 1 листопада 2007 року звернувся до фонду «Спадщина» з метою допомогти Майклу Мукасей досягти успіху в призначенні на посаду генерального прокурора США, випередивши суперника Альберто Гонсалеса. У зв'язку з відмовою визнання тактики ведення допитів, що супроводжується тортурами втоплювання, номінуванню Мукасей протистояли в Сенаті США. Через вісім днів, після звернення до фонду, Мукасей був затверджений на посаду і став генеральним прокурором Сполучених Штатів.
Мандат медичного страхування 2010 року, опублікований в рамках Реформи охорони здоров'я та захисту пацієнтів у США, також відомому як «Obamacare», став розвитком ідеї, розробленої в фонді «Спадщина» в 1989 році Стюартом М. Батлером, яка була опублікована в документі «Забезпечення доступного медичного обслуговування всіх американців»  («Assuring Affordable Health Care for All Americans»). Дану модель розвитку медичного обслуговування, розроблену Батлером, використовував також Мітт Ромні в Массачусетсі.
У жовтні 2011 року Фонд «Спадщина» і Американський інститут підприємництва повідомили про те, що вони стануть співведучими дискусії кандидатів в президенти від Республіканської партії з питань зовнішньої політики та національної оборони. Захід відбувся 22 листопада 2011 року в Констітьюшн Холл і це був перший досвід спонсорування президентських дебатів як для фонду «Спадщина», так і для Американського інституту підприємництва.
Річард В. Аллен, Л. Пол Бремер, Елейн Чао, Лоуренс Ді Ріта, Майкл Джонс, Джон Леман і Едвін Міз будучи співробітниками фонду «Спадщина», також служили або займали високі посади в уряді США.

## Публікації та діяльність
Опублікована в 1981 році книга політичного аналізу «Мандат на лідерство» стала важливою віхою в популяризації ослаблення впливу федерального уряду. У виданні були представлені конкретні рекомендації щодо політичних, бюджетних та адміністративних дій всіх галузей.
До 2001 року, фонд «Спадщина» опублікував журнал Policy Rewiew, що висвітлює державну політику (права на журнал пізніше придбав аналітичний центр Hoover Institution). З 1995 по 2005 рік Фонд «Спадщина» виступив засновником консервативного вебсайту Townhall.com (згодом був придбаний компанією Salem Communications, яка базується в Камарільйо, Каліфорнія, США). У 2005 році фонд «Спадщина» опублікував поетапний аналіз Конституції Сполучених Штатів «The Heritage Guide to the Constitution».
Щорічно, «Спадщина» публікує книгу «Budget Chart Book», що містить серію діаграм та візуальних графіків федерального бюджету, з метою продемонструвати зростання федеральних витрат, доходів, боргів і дефіцитів, соціальних програм. Для візуалізації даних, які фонд надає для безкоштовного розповсюдження, діаграма доповнена 42 візуальними зображеннями.
Політичні аналітики та співробітники фонду «Спадщина» часто публікують книги як за допомогою фонду, так і самостійно. Так, наприклад, самостійною публікацією є книга «We Steel Holding These Truth», автором якої є керівник американських досліджень Міжуніверситетського інституту досліджень Метью Сполдінг.

## Індекси
Індекс економічної свободи — це показник, який щорічно розраховується фондом «Спадщина» і газетою Wall Street Journal, що вимірює свободу країни з точки зору прав власності та свободи від державного регулювання. Факторами, що використовуються для розрахунку показника індексу, є корупція в уряді, бар'єри на шляху міжнародної торгівлі, розмір ставок прибуткового податку і податку з доходів корпорації, державні витрати, правопорядок і здатність забезпечення договорів, тягар регулювання, обмеження банківської діяльності, дотримання трудового законодавства і діяльність чорного ринку. Недоліки по перерахованих вище показниками знижують рейтинг Індексу. Фонд «Спадщина» також публікує щоквартальний журнал про державну політику Insider.
Після появи міжнародної тенденції до переходу на ринкову економічну систему та публікації фондом «Спадщина» індексу економічної свободи Чарльз У. Л. Хілл зазначив: «З огляду на те, що фонд „Спадщина“ має політичний порядок денний, слід розглядати його діяльність з обережністю».
У 2002 році, фонд «Спадщина» почав видавати «Індекс залежності» — щорічний звіт про поширення програм федерального уряду, які обмежують приватний сектор або альтернативи місцевих органів влади і впливають на залежність людей від федерального уряду. В основі звіту лежить дослідження державних програм в п'яти областях: житло; охорона здоров'я і добробут; пенсійний фонд; вища освіта; сільські та сільськогосподарські послуги. За результатами звіту, стало відомо, що щорічно число американців, які не платять прибутковий податок фізичних осіб, продовжує збільшуватися, в той час як число які потребують підтримки держави зростає. У звіті 2010 було опубліковано, що в 2009 році, під час піку найпотужнішої економічної кризи з часів Великої депресії, рівень залежності американців від уряду зріс на 13,6 %. Згідно з фондом «Спадщина», в період з 1976 року, це найвищий зафіксований рівень показників залежності та п'ятий, за період з початку розрахунку індексу в 1962 році. У доповіді було зазначено, що за попередні вісім років, індекс урядової залежності виріс майже на 33 % [54]